# Lobelia chinensis
Lobelia chinensis o lobelia de China (Bambianlian), es una especie de planta de flores perteneciente a la familia Campanulaceae. Es una de las 50 hierbas fundamentales utilizadas en la medicina tradicional china, donde tiene el nombre (chino simplificado: 半边莲; pinyin: bàn biān lián.

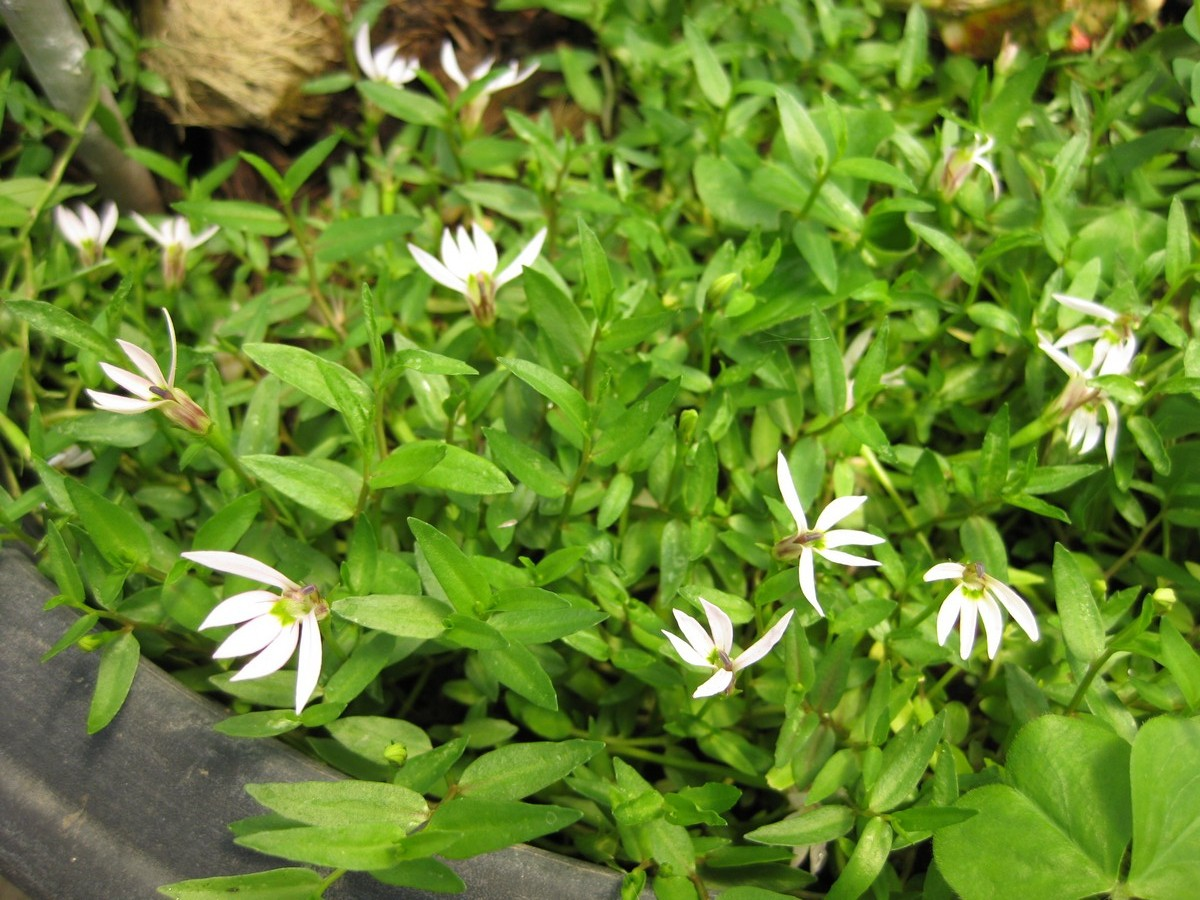
Vista de la planta

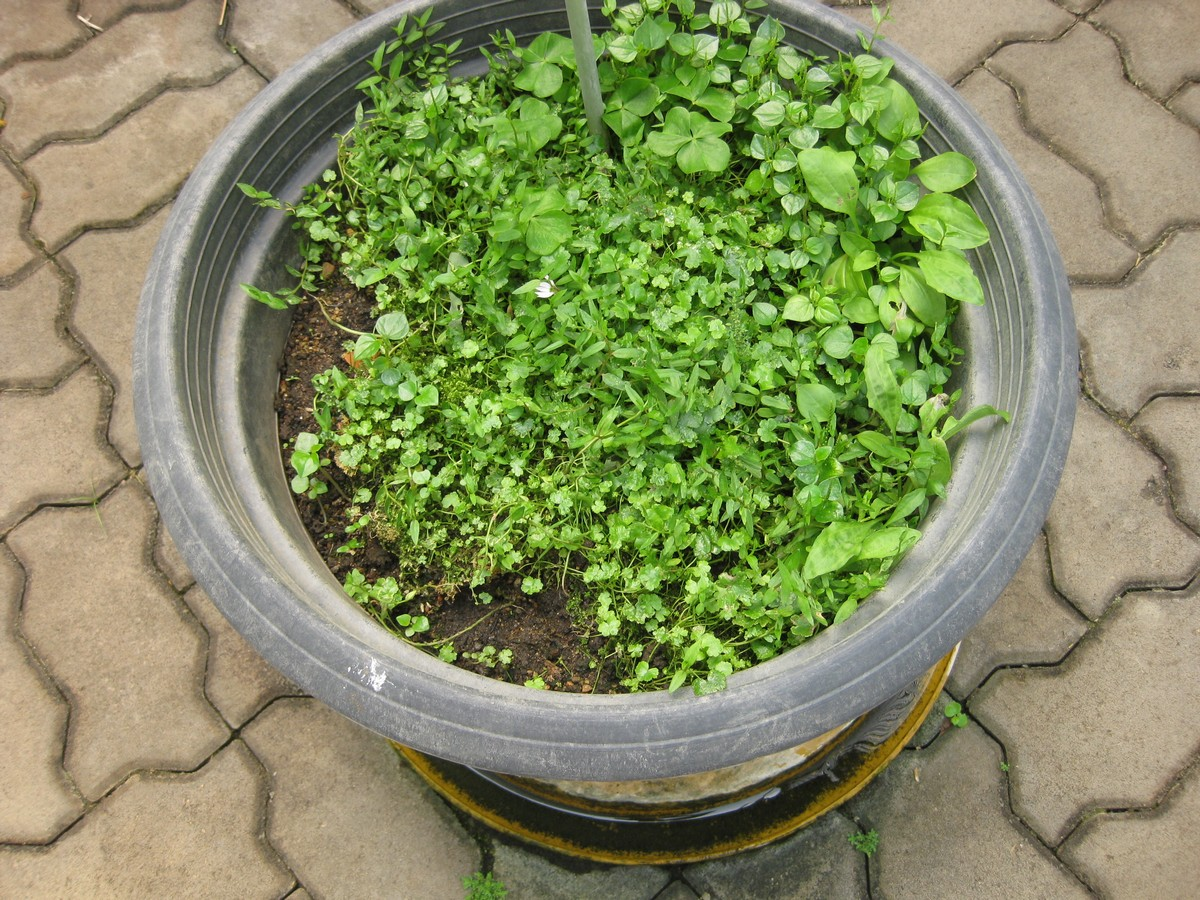
Vista de la planta

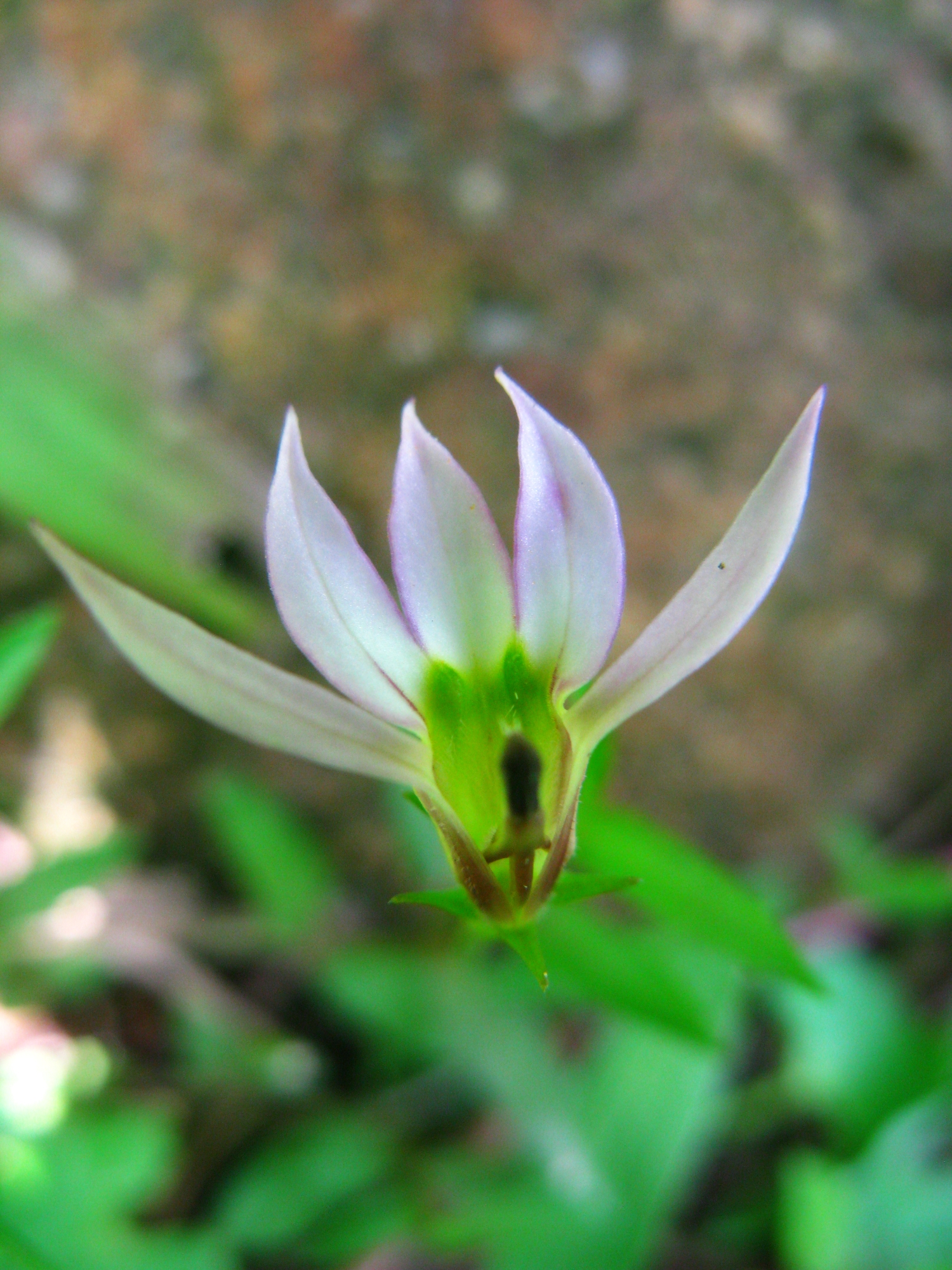
Flor

## Descripción
Son hierbas, perennes. Tallos decumbentes, delgados, que alcanzan los 6-30 cm de altura, nodos glabros, menores arraigados. Hojas alternas, sésiles o pecioladas de 1 mm, hoja estrecha elíptica, elíptica o lanceolada, de 7-26 x 1,5-7 mm, glabra, base redondeada, obtusa, o ampliamente cuneiforme, margen entero o evidente serrado en la parte superior, ápice agudo o acuminado. Flores generalmente solitarias, axilares en las hojas superiores de las ramas; pedicelos delgados, 1.2-2.5  cm; bractéolas 2 en la base, de 1 mm, glabro o ausente. Hipanto estrecho obconical. Corola de color rosa, blanco o azul, de 10-15 mm, dividido en la base en la parte posterior, con vellosidades blancas debajo de la garganta. Cápsula obconica, de 6-7 mm. Semillas ampliamente elípticas, comprimidas. Fl. y fr. mayo-octubre.

## Distribución
Se encuentra en los arrozales, arroyos, entre los pastos húmedos en Anhui, Fujian, Guangdong, Guangxi, Guizhou, Hainan, Hubei, Hunan, Jiangsu, Jiangxi, Sichuan, Taiwán, Yunnan, Zhejiang, Bangladés, Camboya, India, Japón (incluyendo las Islas Ryukyu), Corea, Laos, Malasia, Nepal, Sri Lanka, Tailandia y Vietnam.

## Hábitat
Se encuentran en China. Su hábitat natural son los pantanos, manantiales y lugares húmedos.

## Propiedades
- Está recomendado en mordeduras de serpientes, ascitis e infecciones del sistema digestivo.
- Tiene una serie de supuestos usos y remedios populares que incluyen el tratamiento de la inflamación, el escorbuto y la fiebre.  Un té hecho de la raíz y las hojas se puede hacer para actuar como  diurético.  Por otra parte, también tiene ciertas propiedades y usos astringentes.

## Taxonomía
Lobelia chinensis fue descrita por João de Loureiro y publicado en Flora Cochinchinensis 2: 514. 1790
Etimología
Lobelia: nombre genérico que fue nombrado en honor del botánico belga Matthias de Lobel (1538-1616).
chinensis: epíteto geográfico que alude a su localización en China.
Sinonimia
- Dortmannia campanuloides (Thunb.) Kuntze
- Dortmannia chinensis (Lour.) Kuntze
- Dortmannia radicans (Thunb.) Kuntze
- Isolobus caespitosus (Blume) Hassk.
- Isolobus campanuloides (Thunb.) A.DC.
- Isolobus kerii A.DC.
- Isolobus radicans (Thunb.) A.DC.
- Isolobus roxburghianus A.DC.
- Lobelia caespitosa Blume
- Lobelia campanuloides Thunb.
- Lobelia erinus Thunb.
- Lobelia japonica F.Dietr.
- Lobelia kerii (A.DC.) Heynh.
- Lobelia radicans Thunb.
- Lobelia radicans var. albiflora E.Wimm.
- Lobelia radicans f. lactiflora Hisauti
- Lobelia radicans f. plena Makino
- Lobelia roxburgiana (A.DC.) Heynh.
- Pratia radicans G.Don
- Pratia thunbergii G.Don
- Rapuntium caespitosum (Blume) C.Presl
- Rapuntium campanuloides (Thunb.) C.Presl
- Rapuntium chinense (Lour.) C.Presl
- Rapuntium chinensis C. Presl
- Rapuntium radicans (Thunb.) C.Presl.[5][6]